# Истрийский камень
Истри́йский камень (итал. pietra d'Istria) — разновидность известняка с низкой пористостью; с античных времён использовался как строительный и отделочный материал в архитектуре всего побережья Адриатического моря. Представляет собой плотный тип водонепроницаемого известняка. Камень добывался в Истрии и Далмации, между городами Порторож и Пула, а также на островах Брач и Корчула. Лёгкий в обработке, долговечный и эстетически привлекательный, был излюбленным материалом античных архитекторов: в частности, из него построены античные здания в Сплите и Пуле, средневековые города Далмации, фасады зданий в Римини, Венеции и других итальянских городах. Истрийский камень использовали архитекторы Альберти, Кодуччи, Палладио.

## Характеристики
Истрийский камень является осадочной породой, состоящей из карбоната кальция из панцирей и раковин морских животных, осажденных на протяжении миллионов лет. Истрийский камень приближается по прочности на сжатие и плотности к характеристикам мрамора, который является метаморфированным известняком. Истрийский камень часто неправильно называют «мрамором». Характеризуется высокой плотностью и низкой пористостью (подобно порфиру), высокой прочностью на сжатие (1350 кг/см2) и высоким коэффициентом звукопроницаемости. Несмотря на высокую устойчивость к солевой коррозии, истрийский камень подвержен изменениям в результате сульфатации — процесса, характерного для многих пород карбонатного состава, подвергающихся воздействию диоксида серы в загрязненном воздухе.
Свежедобываемый истрийский камень имеет цвет каменной соли, бело-желтоватый или бело-зеленоватый, но в процессе старения и погодных условий приобретает бледно-серый оттенок; белизна истрийского камня хорошо контрастирует с цветными камнями и кирпичом.
Архитектор XVI века Джорджо Вазари отмечал, что камень этот «свинцово-белого» цвета и легко раскалывается. Поэтому для работы с этим камнем в Венеции использовали специальные длинные железные инструменты, с помощью которых обрабатывали камень «вдоль его слоя». Для декорирования окон и порталов дверей венецианцы предпочитали истрийский камень всем остальным.

## Использование камня в Венеции
Истрийский камень тесно связан с застройкой Венеции. Город не имел местного строительного камня, поэтому камень для строительства палаццо завозился морем. Его массовый ввоз, особенно из старых каменоломен, расположенных около городов Врсар и Златни-Рат, начался после присоединения истрийских городов к Венецианской республике в 1267—1335 годах. А первое известное упоминание использования истрийского камня при строительстве Венеции датируется 568 годом, когда Венеция только начинала строиться. Венецианцы широко использовали его в строительстве и облицовке фасадов домов, церквей, палаццо, мостов, каналов, полов сооружений вплоть до конца XVIII века. По имеющимся сведениям 80% камня используемого для строительства Венеции было привезено из Истрии. Благодаря дешевизне морских перевозок камня и его физическим и механическим свойствам (камень хорошо переносил агрессивную морскую среду лагуны), Венецианский Сенат специальным решением в 1307 году постановил, что все фасады церквей, палаццо, военных, гражданских и религиозных зданий должны выполняться из истрийского камня. Благодаря этому решению все здания города стилистически связаны друг с другом и представляют собой единый ансамбль.

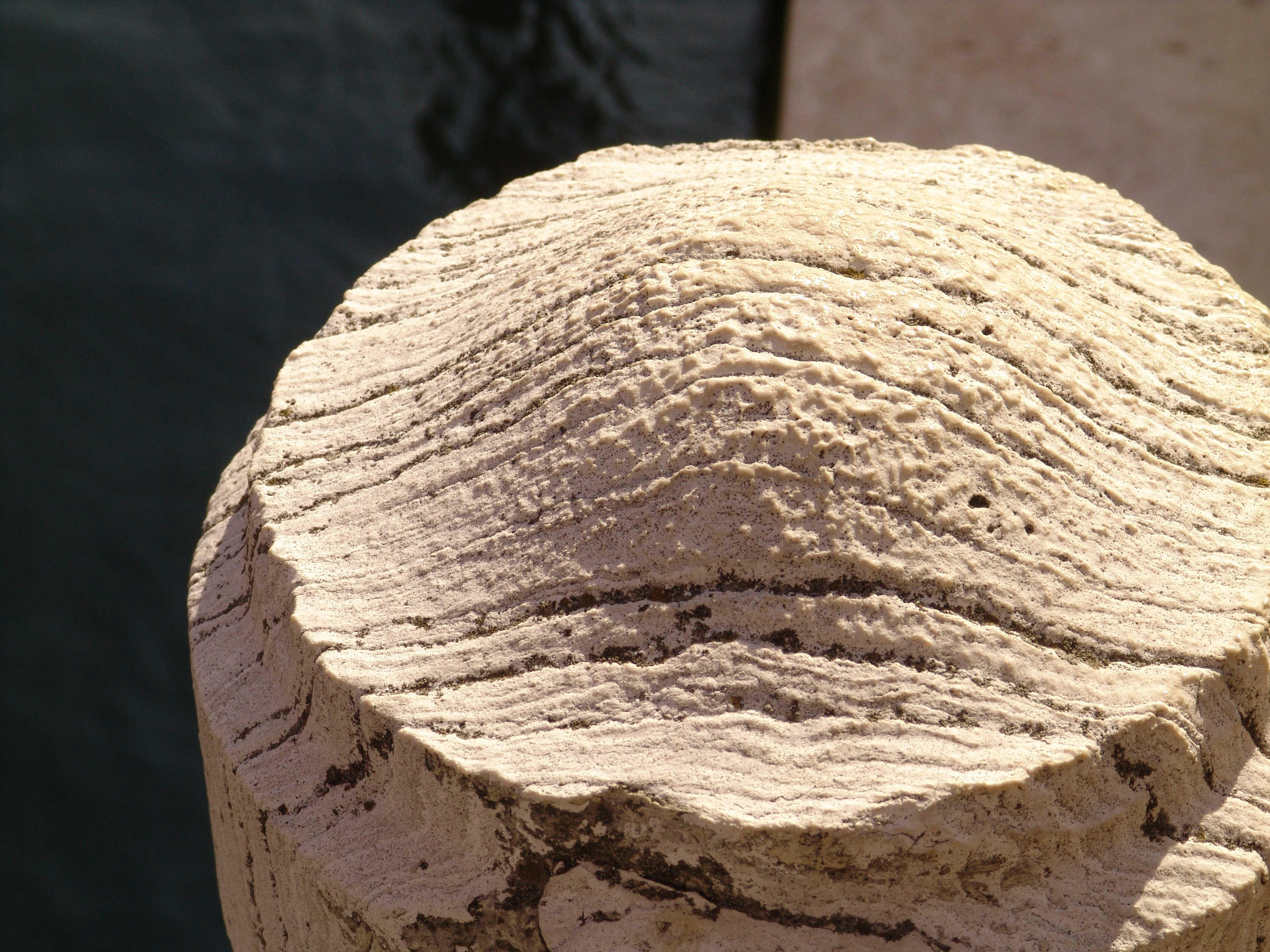
Выветренный истрийский камень в Венеции

В скульптуре истрийский камень использовался, в частности, в готический период вместо многочисленных мраморных произведений венецианско-византийского периода. В начале XIV века из истрийского камня был высечен крылатый лев, символ венецианской власти. Истрийский камень, обработанный венецианскими каменщиками, экспортировался вплоть до Леванта.
Архитектор Франческо Сансовино в своем трактате «Venetia citta nobilissima et singolare» (1580), подчеркнул характерный вид, который придавали Венеции истрийский камень и медно-красный веронский «брокателло» (так называемый «Веронский мрамор»). Согласно Сансовино, истрийский камень привозили из Ровиньи и Бриони на истрийском побережье. Сансовино сообщал, что истрийский камень также называли «Либурниец» (лат. Liburnica), по древнему названию местности, где добывался камень.